# Chronik von 1234
Als Chronik von 1234 wird eine anonyme westsyrische Chronik bezeichnet. 
Die Chronik wurde von einem unbekannten christlichen Autor wohl Mitte des 13. Jahrhunderts verfasst und schildert die Zeit von der Schöpfung bis ins Jahr 1234. Der Verfasser stammte vermutlich aus Edessa. Als Quellen dienten ihm unter anderem Dionysius von Tell Mahre und (vermittelt durch Dionysius) Theophilos von Edessa. Behandelt wird die Kirchengeschichte und die politische Geschichte.

## Ausgaben
- Jean Baptiste Chabot (Hrsg.): Chronicon ad annum Christi 1234 pertinens. Paris 1916–1920.